# Wereldkampioenschappen alpineskiën 2013
De wereldkampioenschappen alpineskiën 2013 werden van 4 tot en met 17 februari 2013 gehouden in Schladming. Er stonden elf onderdelen op het programma, vijf voor mannen en vijf vrouwen plus een gemengde landenwedstrijd.

## Wedstrijdschema
| Datum       | Tijd          | Mannen            | Vrouwen           |
| ----------- | ------------- | ----------------- | ----------------- |
| 04 februari | 18:30         | Openingsceremonie | Openingsceremonie |
| 05 februari | 11:00         |                   | Super-G           |
| 06 februari | 11:00         | Super-G           |                   |
| 08 februari | 10:00 / 14:00 |                   | Super-combinatie  |
| 09 februari | 11:00         | Afdaling          |                   |
| 10 februari | 11:00         |                   | Afdaling          |
| 11 februari | 12:00 / 18:15 | Super-combinatie  |                   |
| 12 februari | 17:00         | Landenwedstrijd   | Landenwedstrijd   |
| 14 februari | 10:00 / 13:30 |                   | Reuzenslalom      |
| 15 februari | 10:00 / 13:30 | Reuzenslalom      |                   |
| 16 februari | 10:00 / 13:30 |                   | Slalom            |
| 17 februari | 10:00 / 13:30 | Slalom            |                   |

## Medailles

### Mannen
| Onderdeel    | Goud | Goud               | Zilver | Zilver                | Brons | Brons              |
| ------------ | ---- | ------------------ | ------ | --------------------- | ----- | ------------------ |
| Combinatie   | USA  | Ted Ligety         | CRO    | Ivica Kostelić        | AUT   | Romed Baumann      |
| Afdaling     | NOR  | Aksel Lund Svindal | ITA    | Dominik Paris         | FRA   | David Poisson      |
| Reuzenslalom | USA  | Ted Ligety         | AUT    | Marcel Hirscher       | ITA   | Manfred Mölgg      |
| Slalom       | AUT  | Marcel Hirscher    | GER    | Felix Neureuther      | AUT   | Mario Matt         |
| Super G      | USA  | Ted Ligety         | FRA    | Gauthier de Tessières | NOR   | Aksel Lund Svindal |

### Vrouwen
| Onderdeel    | Goud | Goud              | Zilver | Zilver               | Brons | Brons             |
| ------------ | ---- | ----------------- | ------ | -------------------- | ----- | ----------------- |
| Combinatie   | GER  | Maria Höfl-Riesch | SLO    | Tina Maze            | AUT   | Nicole Hosp       |
| Afdaling     | FRA  | Marion Rolland    | ITA    | Nadia Fanchini       | GER   | Maria Höfl-Riesch |
| Reuzenslalom | FRA  | Tessa Worley      | SLO    | Tina Maze            | AUT   | Anna Fenninger    |
| Slalom       | USA  | Mikaela Shiffrin  | AUT    | Michaela Kirchgasser | SWE   | Frida Hansdotter  |
| Super G      | SLO  | Tina Maze         | SUI    | Lara Gut             | USA   | Julia Mancuso     |

### Gemengd
| Onderdeel       | Goud | Goud                                                                                               | Zilver | Zilver                                                                                           | Brons | Brons                                                                                   |
| --------------- | ---- | -------------------------------------------------------------------------------------------------- | ------ | ------------------------------------------------------------------------------------------------ | ----- | --------------------------------------------------------------------------------------- |
| Landenwedstrijd | AUT  | Nicole Hosp Michaela Kirchgasser Carmen Thalmann Marcel Hirscher Marcel Mathis Philipp Schörghofer | SWE    | Nathalie Eklund Frida Hansdotter Maria Pietilä-Holmner Jens Byggmark Mattias Hargin André Myhrer | GER   | Lena Dürr Maria Höfl-Riesch Veronique Hronek Fritz Dopfer Stefan Luitz Felix Neureuther |

### Medailleklassement
| Plaats | Land             | Goud | Zilver | Brons | Totaal |
| 1      | Verenigde Staten | 4    | 0      | 1     | 5      |
| 2      | Oostenrijk       | 2    | 2      | 4     | 8      |
| 3      | Frankrijk        | 2    | 1      | 1     | 4      |
| 4      | Slovenië         | 1    | 2      | 0     | 3      |
| 5      | Duitsland        | 1    | 1      | 2     | 3      |
| 6      | Noorwegen        | 1    | 0      | 1     | 2      |
| 7      | Italië           | 0    | 2      | 1     | 3      |
| 8      | Zweden           | 0    | 1      | 1     | 2      |
| 9      | Kroatië          | 0    | 1      | 0     | 1      |
| 9      | Zwitserland      | 0    | 1      | 0     | 1      |
| Totaal | Totaal           | 11   | 11     | 11    | 33     |

## Uitslagen

### Combinatie
| Mannen | Mannen            | Mannen | Mannen  |
| #      | Naam              | Land   | Tijd    |
| ------ | ----------------- | ------ | ------- |
| Goud   | Ted Ligety        | USA    | 2.56,96 |
| Zilver | Ivica Kostelić    | CRO    | + 1,15  |
| Brons  | Romed Baumann     | AUT    | + 1,17  |
| 4      | Andreas Romar     | FIN    | + 1,34  |
| 5      | Sandro Viletta    | SUI    | + 1,42  |
| 6      | Alexis Pinturault | FRA    | + 1,45  |
| 7      | Silvan Zurbriggen | SUI    | + 1,46  |
| 8      | Carlo Janka       | SUI    | + 1,69  |
| 9      | Dominik Paris     | ITA    | + 1,92  |
| 10     | Matthias Mayer    | AUT    | + 2,41  |

| Vrouwen | Vrouwen              | Vrouwen | Vrouwen |
| #       | Naam                 | Land    | Tijd    |
| ------- | -------------------- | ------- | ------- |
| Goud    | Maria Höfl-Riesch    | GER     | 2.39,92 |
| Zilver  | Tina Maze            | SLO     | + 0,46  |
| Brons   | Nicole Hosp          | AUT     | + 1,00  |
| 4       | Michaela Kirchgasser | AUT     | + 1,64  |
| 5       | Kathrin Zettel       | AUT     | + 1,79  |
| 6       | Elisabeth Görgl      | AUT     | + 2,32  |
| 7       | Sofia Goggia         | ITA     | + 2,77  |
| 8       | Julia Mancuso        | USA     | + 3,33  |
| 9       | Sara Hector          | SWE     | + 3,67  |
| 10      | Dominique Gisin      | SUI     | + 3,68  |

### Afdaling
| Mannen | Mannen             | Mannen | Mannen  |
| #      | Naam               | Land   | Tijd    |
| ------ | ------------------ | ------ | ------- |
| Goud   | Aksel Lund Svindal | NOR    | 2.01,32 |
| Zilver | Dominik Paris      | ITA    | + 0,46  |
| Brons  | David Poisson      | FRA    | + 0,97  |
| 4      | Klaus Kröll        | AUT    | + 1,35  |
| 5      | Andreas Romar      | FIN    | + 1,36  |
| 6      | Silvan Zurbriggen  | SUI    | + 1,37  |
| 7      | Patrick Küng       | SUI    | + 1,54  |
| 8      | Didier Défago      | SUI    | + 1,59  |
| 9      | Jan Hudec          | CAN    | + 1,67  |
| 10     | Adrien Théaux      | FRA    | + 1,71  |

| Vrouwen | Vrouwen            | Vrouwen | Vrouwen |
| #       | Naam               | Land    | Tijd    |
| ------- | ------------------ | ------- | ------- |
| Goud    | Marion Rolland     | FRA     | 1.50,00 |
| Zilver  | Nadia Fanchini     | ITA     | + 0,16  |
| Brons   | Maria Höfl-Riesch  | GER     | + 0,70  |
| 4       | Nadja Kamer        | SUI     | + 0,74  |
| 5       | Julia Mancuso      | USA     | + 0,85  |
| 6       | Stacey Cook        | USA     | + 0,91  |
| 7       | Tina Maze          | SLO     | + 1,21  |
| 8       | Andrea Fischbacher | AUT     | + 1,23  |
| 9       | Elena Fanchini     | ITA     | + 1,45  |
| 10      | Elisabeth Görgl    | AUT     | + 1,48  |

### Reuzenslalom
| Mannen | Mannen              | Mannen | Mannen  |
| #      | Naam                | Land   | Tijd    |
| ------ | ------------------- | ------ | ------- |
| Goud   | Ted Ligety          | USA    | 2.28,92 |
| Zilver | Marcel Hirscher     | AUT    | + 0,81  |
| Brons  | Manfred Mölgg       | ITA    | + 1,75  |
| 4      | Aksel Lund Svindal  | NOR    | + 1,79  |
| 5      | Alexis Pinturault   | FRA    | + 1,94  |
| 6      | Davide Simoncelli   | ITA    | + 2,08  |
| 7      | Fritz Dopfer        | GER    | + 2,19  |
| 8      | Philipp Schörghofer | AUT    | + 2,25  |
| 9      | Benjamin Raich      | AUT    | + 2,40  |
| 10     | Felix Neureuther    | GER    | + 2,78  |

| Vrouwen | Vrouwen              | Vrouwen | Vrouwen |
| #       | Naam                 | Land    | Tijd    |
| ------- | -------------------- | ------- | ------- |
| Goud    | Tessa Worley         | FRA     | 2.08,06 |
| Zilver  | Tina Maze            | SLO     | + 1,12  |
| Brons   | Anna Fenninger       | AUT     | + 1,18  |
| 4       | Kathrin Zettel       | AUT     | + 1,54  |
| 5       | Frida Hansdotter     | SWE     | + 2,28  |
| 6       | Mikaela Shiffrin     | USA     | + 2,30  |
| 7       | Lara Gut             | SUI     | + 2,38  |
| 8       | Marie-Michèle Gagnon | CAN     | + 2,63  |
| 9       | Maria Höfl-Riesch    | GER     | + 3,02  |
| 10      | Ana Drev             | SLO     | + 3,15  |

### Slalom
| Mannen | Mannen            | Mannen | Mannen  |
| #      | Naam              | Land   | Tijd    |
| ------ | ----------------- | ------ | ------- |
| Goud   | Marcel Hirscher   | AUT    | 1.51,03 |
| Zilver | Felix Neureuther  | GER    | + 0,42  |
| Brons  | Mario Matt        | AUT    | + 0,65  |
| 4      | André Myhrer      | SWE    | + 1,05  |
| 5      | Ivica Kostelić    | CRO    | + 1,12  |
| 6      | Alexis Pinturault | FRA    | + 1,24  |
| 7      | Fritz Dopfer      | GER    | + 1,49  |
| 8      | Jens Byggmark     | SWE    | + 1,82  |
| 9      | Mattias Hargin    | SWE    | + 1,93  |
| 10     | Mitja Valenčič    | SLO    | + 2,17  |

| Vrouwen | Vrouwen                 | Vrouwen | Vrouwen |
| #       | Naam                    | Land    | Tijd    |
| ------- | ----------------------- | ------- | ------- |
| Goud    | Mikaela Shiffrin        | USA     | 1.39,85 |
| Zilver  | Michaela Kirchgasser    | AUT     | + 0,22  |
| Brons   | Frida Hansdotter        | SWE     | + 0,26  |
| 4       | Tanja Poutiainen        | FIN     | + 0,61  |
| 5       | Tina Maze               | SLO     | + 0,76  |
| 6       | Maria Pietilä-Holmner   | SWE     | + 1,06  |
| 7       | Veronika Velez Zuzulová | SVK     | + 1,33  |
| 8       | Šárka Záhrobská         | CZE     | + 1,37  |
| 9       | Marlies Schild          | AUT     | + 1,58  |
| 10      | Kathrin Zettel          | AUT     | + 1,67  |

### Super-G
| Mannen | Mannen                | Mannen | Mannen  |
| #      | Naam                  | Land   | Tijd    |
| ------ | --------------------- | ------ | ------- |
| Goud   | Ted Ligety            | USA    | 1.23,96 |
| Zilver | Gauthier de Tessières | FRA    | + 0,20  |
| Brons  | Aksel Lund Svindal    | NOR    | + 0,22  |
| 4      | Hannes Reichelt       | AUT    | + 0,55  |
| 5      | Matthias Mayer        | AUT    | + 0,95  |
| 6      | Alexis Pinturault     | FRA    | + 1,03  |
| 7      | Christof Innerhofer   | ITA    | + 1,09  |
| 8      | Romed Baumann         | AUT    | + 1,21  |
| 9      | Adrien Théaux         | FRA    | + 1,25  |
| 10     | Georg Streitberger    | AUT    | + 1,34  |

| Vrouwen | Vrouwen             | Vrouwen | Vrouwen |
| #       | Naam                | Land    | Tijd    |
| ------- | ------------------- | ------- | ------- |
| Goud    | Tina Maze           | SLO     | 1.35,39 |
| Zilver  | Lara Gut            | SUI     | + 0,38  |
| Brons   | Julia Mancuso       | USA     | + 0,52  |
| 4       | Sofia Goggia        | ITA     | + 0,57  |
| 5       | Fabienne Suter      | SUI     | + 0,86  |
| 6       | Ilka Štuhec         | SLO     | + 0,89  |
| 7       | Daniela Merighetti  | ITA     | + 0,93  |
| 8       | Viktoria Rebensburg | GER     | + 0,94  |
| 9       | Andrea Fischbacher  | AUT     | + 1,01  |
| 10      | Dominique Gisin     | SUI     | + 1,18  |

### Landenwedstrijd
| Eerste ronde | Eerste ronde     | Eerste ronde |  |  | Kwartfinale | Kwartfinale      | Kwartfinale |  |  | Halve finale | Halve finale | Halve finale |  |           | Finale    | Finale      | Finale |
|              |                  |              |  |  |             |                  |             |  |  |              |              |              |  |           |           |             |        |
|              |                  |              |  |  |             |                  |             |  |  |              |              |              |  |           |           |             |        |
|              |                  |              |  |  | 1           | Oostenrijk       | 3           |  |  |              |              |              |  |           |           |             |        |
| 8            | Slovenië ¹       | 2            |  |  | 8           | Slovenië         | 1           |  |  |              |              |              |  |           |           |             |        |
| 9            | Noorwegen        | 2            |  |  |             |                  |             |  |  | 1            | Oostenrijk   | 4            |  |           |           |             |        |
| 5            | Duitsland        | 3            |  |  |             |                  |             |  |  | 4            | Duitsland    | 0            |  |           |           |             |        |
| 12           | Kroatië          | 1            |  |  | 5           | Duitsland ¹      | 2           |  |  |              |              |              |  |           |           |             |        |
| 4            | Frankrijk        | 4            |  |  | 4           | Frankrijk        | 2           |  |  |              |              |              |  |           |           |             |        |
| 13           | Slowakije        | 0            |  |  |             |                  |             |  |  |              |              |              |  |           | 1         | Oostenrijk  | 4      |
| 3            | Verenigde Staten | 3            |  |  |             |                  |             |  |  |              |              |              |  |           | 6         | Zweden      | 0      |
| 14           | Liechtenstein    | 2            |  |  | 3           | Verenigde Staten | 1           |  |  |              |              |              |  |           |           |             |        |
| 6            | Zweden           | 3            |  |  | 6           | Zweden           | 3           |  |  |              |              |              |  |           |           |             |        |
| 11           | Finland          | 1            |  |  |             |                  |             |  |  | 6            | Zweden       | 3            |  |           |           |             |        |
| 7            | Zwitserland      | 1            |  |  |             |                  |             |  |  | 10           | Canada       | 1            |  |           |           |             |        |
| 10           | Canada           | 3            |  |  | 10          | Canada ¹         | 2           |  |  |              |              |              |  | 3e plaats | 3e plaats | 3e plaats   |        |
| 2            | Italië           | 1            |  |  | 15          | Tsjechië         | 2           |  |  |              |              |              |  |           | 4         | Duitsland ¹ | 2      |
| 15           | Tsjechië         | 3            |  |  |             |                  |             |  |  |              |              |              |  |           | 10        | Canada      | 2      |

¹ Winnaar op basis van de opgetelde tijden van de snelste man en de snelste vrouw per team.

## Organisatie
De wereldkampioenschappen van 2013 in Schladming zijn georganiseerd met behulp van enorme investeringen en subsidies vanuit de publieke sector van Oostenrijk. Volgens het Rechnungshof (rekenkamer) van Oostenrijk vloeide er in totaal voor € 247,75 miljoen aan publieke gelden naar de organisatie van de wereldkampioenschappen en alle 16 infrastructuurprojecten daaromtrent. De totale kosten van het WK kwamen uit op € 415,78 miljoen. De organisatie was in handen van in totaal 7 verschillende organen. 

### Honorarium bidprocedure
De organisatie van het WK alpineskiën was een honorarium (voor „marketing- en licentierechten“) verschuldigd aan de FIS, om het wereldkampioenschap te mogen organiseren. Voor de edities van 2009, 2011 en 2013, waarvoor Schladming een bid indiende, bedroegen deze honorariumskosten in totaal € 2,93 miljoen. De deelstaat Stiermarken droeg met € 2,04 miljoen het grootste deel van deze kosten.
| Geldverstrekker                         | 2009 | 2011 | 2013 | Totaal |
| --------------------------------------- | ---- | ---- | ---- | ------ |
| Deelstaat Stiermarken                   | 1,00 | 0,30 | 0,74 | 2,04   |
| Stadtgemeinde Schladming                | 0,10 | 0,10 | 0,03 | 0,23   |
| Gemeente Rohrmoos-Untertal              | 0,06 | 0,07 | –    | 0,13   |
| Tourismusverband Schladming/Rohrmoos    | 0,25 | 0,05 | 0,03 | 0,33   |
| Wintersportverein Schladming            | 0,03 | –    | 0,01 | 0,04   |
| Sponsoring Wintersportverein Schladming | 0,06 | 0,04 | 0,06 | 0,16   |
| Totaal                                  | 1,50 | 0,56 | 0,87 | 2,93   |

### Investeringen accommodaties/infrastructuur
Verder waren er grote investeringen nodig in de accommodaties/locaties. Ongeveer 40% van de totale investeringskosten van € 67.609.335 werd door de federale overheid van Oostenrijk opgebracht. Het totale gesubsidieerde bedrag vanuit de federale overheid kwam uit op € 24.290.000.
Verder ontving de gemeente Schladming in 2011, 2012, 2013 en 2014 een subsidie van respectievelijk € 4.340.526, € 2.888.431, € 398.126 en € 493.509,07 van de deelstaat Stiermarken voor de investeringen in het mediacentrum en het atletengebied. Daarnaast subsidieerde de deelstaat Stiermarken in respectievelijk 2011, 2012 en 2013 de „Hauser Kaibling Seilbahn- und Lift GmbH & Co KG” een bedrag van € 1.816.950, € 278.600 en € 704.450 voor de investeringen in het trainingstraject Haus, de „Reiteralm Bergbahnen GmbH & Co KG” een bedrag van € 2.000.000, € 542.566,72 en € 1.457.433,25 voor de investeringen in het trainingstraject Reiteralm en de „Planai-Hochwurzen-Bahnen Gesellschaft m.b.H.” een bedrag van € 7.444.901, € 321.492 en € 702.834 voor de investeringen in het finishstadion Planai + de Planaibahn. Daarbovenop kreeg de „Planai-Hochwurzen-Bahnen Gesellschaft m.b.H.” in 2014 nog eens € 748.932,07 en € 615.373,48 en in 2015 € 19.454,05 subsidie van dezelfde deelstaat. De „Austria Ski WM- und Großveranstaltungsgesellschaft m.b.H.” ontving van de deelstaat Stiermarken in 2013 een subsidie van € 1.000.000 voor de voorwerkwerkzaamheden en de tribunenbouw een subsidie van € 1.000.000 voor de algemene organisatie van het wereldkampioenschap.
| Accommodatie/locatie              | Orgaan                                                    | Totale kosten   | Bijdrage federale overheid | Bijdrage deelstaat Stiermarken |
| --------------------------------- | --------------------------------------------------------- | --------------- | -------------------------- | ------------------------------ |
| Finishstadion Planai + Planaibahn | Planai-Hochwurzen-Bahnen Gesellschaft m.b.H.              | € 35.074.000,00 | € 11.585.866,07            | € 9.852.986,6                  |
| Mediacentrum, atletengebied       | Gemeente Schladming                                       | € 17.760.000,00 | € 7.104.133,93             | € 8.120.592,07                 |
| Trainingstraject Haus             | Hauser Kaibling Seilbahn- und Lift GmbH & Co KG           | € 7.000.000,00  | € 2.800.000,00             | € 2.800.000                    |
| Trainingstraject Reiteralm        | Reiteralm Bergbahnen GmbH & Co KG                         | € 7.000.000,00  | € 2.800.000,00             | € 3.999.999,97                 |
| Tribunes, voorwerkzaamheden       | Austria Ski WM- und Großveranstaltungsgesellschaft m.b.H. |                 |                            | € 1.000.000,00                 |
| Totaal                            |                                                           | € 67.609.334,79 | € 24.290.000,00            | € 25.773.578,64                |